# Der junge Koch/Die junge Köchin
Der junge Koch/Die junge Köchin ist ein Standardwerk für die Berufsausbildung zum Koch und wurde seit seiner Erstauflage 1937 über 500.000-mal verkauft. Das Buch wurde zunächst vom Verlag Hermann Killinger herausgegeben, der ausgebombte Verlag erstand als Fachbuchverlag Pfanneberg neu, der seit dem Zweiten Weltkrieg als Herausgeber fungiert. Der Verlag ist heute eine Tochter von Europa-Lehrmittel.
Autor der ersten Auflagen war Carl Friebel. Dann übernahm Heinz Klinger die Redaktion, später in Zusammenarbeit mit Hermann Grüner. In der 34. Auflage werden Hermann Grüner, Reinhold Metz und Michael Hummel als Autoren benannt, in der 37. Auflage (2018) neben Hermann Grüner und Reinhold Metz auch Frank Brandes, Heike Harten, Marco Voll und Thomas Wolffgang. 
Beim literarischen Wettbewerb der Gastronomischen Akademie Deutschlands wurde das Werk 1974 mit der Goldmedaille ausgezeichnet.
Von der 33. bis zur 36. Auflage wurde es in Kombination mit einer CD-ROM herausgegeben. Auf dieser fand sich ein Trainer zur Vorbereitung auf die Abschlussprüfung, ein elektronisches Wörterbuch, Gesetzestexte sowie eine Rezeptverwaltung. Zudem wurde eine Onlineplattform eingerichtet, um beispielsweise auf aktuelle Trends eingehen zu können. 

## Bibliographische Angaben
- Carl Friebel: Der Kochlehrling. 1937.
- Carl Friebel: Der junge Koch. Leitfaden für die Ausbildung des Berufskochs. 5. Auflage Pfanneberg, Gießen 1952.
- Frank Brandes, Hermann Grüner, Heike Harten, Reinhold Metz, Marco Voll, Thomas Wolffgang: Der junge Koch/Die junge Köchin. 37. Auflage. Pfanneberg, Haan-Gruiten 2018, ISBN 978-3-8057-0726-8.